# Język kayupulau
Język kayupulau (a. kajupulau, kayu pulau) – język austronezyjski używany w prowincji Papua w Indonezji (wsie Kayubatu i Kayupulau, rejon portu Jayapury). 
Dawniej przypuszczano, że może chodzić o dialekt języka tobati (yotafa).
W 1978 roku miał 573 użytkowników. Według danych z 2000 roku posługuje się nim 50 osób. Znajduje się na skraju wymarcia. Posługują się nim wyłącznie osoby w podeszłym wieku.